# Emma Oudiou
Emma Oudiou (* 2. Januar 1995 in Paris) ist eine ehemalige französische Leichtathletin, die sich auf den Hindernislauf spezialisiert hat.

## Sportliche Laufbahn
2013 nahm Emma Oudiou an den Junioreneuropameisterschaften in Rieti teil und schied dort im Hindernislauf in der Vorrunde aus. 2014 belegte sie bei den Juniorenweltmeisterschaften in Eugene den 15. Platz. 2015 belegte sie für Frankreich startend den dritten Platz bei der Team-Europameisterschaft in Tscheboksary. Zudem qualifizierte sie sich für die U23-Europameisterschaften in Tallinn und gewann dort in 9:44,74 min die Bronzemedaille hinter der Türkin Tuğba Güvenç und ihrer Landsfrau Maëva Danois. Zudem nahm sie auch an Crosslauf-Europameisterschaften in Hyères teil und belegte dort den 8. Rang in der U23-Wertung. 2016 belegte sie bei den Crosslauf-Europameisterschaften den 43. Rang in der Seniorenwertung. 2017 gewann sie erneut die Bronzemedaille bei den U23-Europameisterschaften im polnischen Bydgoszcz, diesmal hinter der Dänin Anna Emilie Møller und Natalija Strebkowa aus der Ukraine und bei den Crosslauf-Europameisterschaften in Šamorín gelangte sie nach 21:34 min auf den 15. Platz. Im Jahr darauf gelangte sie bei den Mittelmeerspielen in Tarragona mit 9:58,08 min auf Rang zehn und anschließend erreichte sie bei den Europameisterschaften in Berlin nach 9:43,26 min Rang 14. Im Februar 2020 bestritt sie in Liévin ihren letzten offiziellen Wettkampf und gab dann im Dezember 2021 das Ende ihrer sportlichen Laufbahn bekannt.

## Bestleistungen
- 1500 Meter: 4:15,07 min, 1. Juni 2018 in Montbéliard
- 3000 Meter Hindernis: 9:36,15 min, 10. August 2018 in Berlin